# 영양군·울진군
영양군·울진군은 대한민국의 옛 국회의원 선거구이다. 당시 경상북도 영양군, 울진군 지역을 관할했다.

## 역사
제6대 국회의원 선거를 앞두고 영양군 선거구와 울진군 선거구가 통합되면서 신설되었다.
제9대 국회의원 선거를 앞두고 영양군은 영주군, 봉화군과 함께 영양군·영주군·봉화군 선거구를 이루게 되고 울진군은 영덕군, 청송군과 함께 영덕군·청송군·울진군 선거구를 이루게 됨에 따라 폐지되었다.

## 역대 국회의원
| 선거   | 정당 | 정당       | 의원   |
| ------ | ---- | ---------- | ------ |
| 1963년 |      | 민정당     | 진기배 |
| 1967년 |      | 민주공화당 | 오준석 |
| 1971년 |      | 민주공화당 | 오준석 |

## 역대 선거 결과

### 대한민국 제6대 국회의원 선거
|  | 44.36% |

|  | 38.79% |

|  | 9.22% |

|  | 4.43% |

|  | 3.18% |

|  | 0% |

### 대한민국 제7대 국회의원 선거
|  | 65.84% |

|  | 17.10% |

|  | 5.74% |

|  | 3.12% |

|  | 2.16% |

|  | 1.61% |

|  | 1.55% |

|  | 1.21% |

|  | 0.81% |

|  | 0.81% |

### 대한민국 제8대 국회의원 선거
|  | 53.74% |

|  | 25.74% |

|  | 19.43% |

|  | 1.07% |